# Hyacinthoides
Hyacinthoides és un gènere de plantes angiospermes de la família de les asparagàcies (Asparagaceae). Són plantes herbàcies perennes i vivaces amb bulb. Són natives d'Europa Occidental i del nord-oest d'Àfrica.

## Taxonomia

### Espècies
Dins del gènere Hyacinthoides es reconeixen les 12 espècies següents:
- Hyacinthoides aristidis (Coss.) Rothm.
- Hyacinthoides cedretorum (Pomel) Dobignard
- Hyacinthoides ciliolata (Pomel) Rumsey
- Hyacinthoides flahaultiana (Emb.) Dobignard
- Hyacinthoides hispanica (Mill.) Rothm.
- Hyacinthoides italica (L.) Rothm.
- Hyacinthoides kroumiriensis El Mokni, Domina, Sebei & El Aouni
- Hyacinthoides lingulata (Poir.) Rothm.
- Hyacinthoides mauritanica (Schousb.) Speta
- Hyacinthoides non-scripta (L.) Chouard ex Rothm.
- Hyacinthoides paivae S.Ortiz & Rodr.Oubiña
- Hyacinthoides reverchonii (Degen & Hervier) Speta

### Híbrids
S'ha descrit el següent híbrid natural:
- Hyacinthoides × massartiana Geerinck

### Sinònims
Els següents Nomenclatura binomial|noms científics són Sinònim (taxonomia)|sinònims heterotípics de Hyacinthoides:
- Agraphis Link
- Apsanthea Jord.
- Endymion Dumort.
- Epimenidion Raf.
- Hyacinthoides Medik.
- Somera Salisb.
- Syncodium Raf.
- Usteria Medik.